# Leonard Woolley
Pour les articles homonymes, voir Woolley.
Sir Charles Leonard Woolley, né le 17 avril 1880 à Upper Clapton, Londres, mort le 20 février 1960, est un archéologue britannique qui consacre quinze ans de sa vie, de 1919 à 1934, à fouiller le site de l'antique Ur (Mésopotamie, dans le territoire de l'actuel Irak). T. E. Lawrence y est son assistant de 1912 à 1914.
Il est notamment connu pour sa découverte et ses théories sur le Cimetière d'Ur ainsi que pour sa découverte de la Tablette de plainte à Ea-nasir.

## Biographie
Wooley étudie la théologie au New College d'Oxford, où le doyen (warden) William Archibald Spooner l'encourage à poursuivre une carrière en archéologie. Il se rend, pour une année, en France et en Allemagne pour apprendre leurs langues, après quoi il devient l'assistant d'Arthur John Evans, directeur de l'Ashmolean Museum.  Il a également travaillé auprès du musée, de 1905 à 1907.
Ses efforts sur le terrain commencent en 1907, lorsqu'il se joint à David Randall-MacIver pour les fouilles de Karanog en Nubie. En 1912, il succède à Reginald Campbell Thompson comme responsable des fouilles du site de Karkemish, une ville Hittite proche de la frontière actuelle entre la Syrie et Turquie.
En compagnie de T.E. Lawrence, Wooley effectue un voyage d'étude en Palestine et identifie le site de Tell el-Qudeirat (en) comme étant la ville biblique de Kadesh-Barnea en 1914. Cette identification est encore acceptée.
Le chantier de fouilles le plus important dirigé par Woolley est le site du Tell el-Muqayyar, en Basse Mésopotamie, qui s'identifie à la cité biblique d'Ur en Chaldée où serait né le Patriarche Abraham. Ce travail qui s'échelonne entre 1922 et 1934 fournit une moisson de résultats exceptionnelle. Outre le dégagement de la ziggourat, la grande tour à étages d'Ur, il met au jour une immense cité avec ses temples, ses habitations et ses remparts. Un cimetière profondément enfoui sous la terre révèle un trésor d'une richesse inestimable, datant du milieu du IIIe millénaire av. J.-C. . Il met encore au jour une couche d'argile stérile, épaisse de plus de trois mètres, qui s'insère entre deux couches archéologiques et qu'il interprète comme la trace d'une crue exceptionnelle l'assimilant au Déluge biblique .

## Œuvres
- Karanóg, 1910 [lire en ligne]
- Buhen, 1911 [lire en ligne]
- The Wilderness of Zin, Londres, 1915[lire en ligne]
- Dead Towns and Living Men, 1920
- Les Sumériens, Payot, 1930  ; traduction de The Sumerians [lire en ligne]
- Digging up the past, 1930 [lire en ligne]
- Abraham. Découvertes récentes sur les origines des Hébreux, Payot, 1936
- Ur. The first phases, 1949 [lire en ligne]
- Ur en Chaldée, ou sept années de fouilles, Payot, 1949 ; traduction de Ur of the Chaldees [lire en ligne]
- Ur excavations [lire en ligne]
- Un royaume oublié, Albin Michel, 1964